# Musée mémorial des combats de la poche de Colmar
Cette commune se trouve dans la région historique et culturelle d'Alsace.
Le Musée mémorial des combats de la poche de Colmar de Turckheim (prononcé [tyʁkhaim] ou [tyʁkaim] ;  alsacien : Tercka) se trouve sur la commune française située dans la circonscription administrative du Haut-Rhin et, depuis le 1er janvier 2021, dans le territoire de la Collectivité européenne d'Alsace, en région Grand Est.

## Présentation
Le musée présente le témoignage de deux longs mois d'enfer au cours de la bataille de la poche de Colmar à travers les acteurs de cet affrontement et la technologie des matériels de l'époque. Il passe au crible toutes les phases de la bataille, sans oublier le sort de la population durant les combats de la poche de Colmar qui se sont déroulés lors de la libération de l'Alsace durant l'hiver 1944/45.

### Histoire du musée
L’association "souvenirs et respect des Combats pour la Liberté - Poche de Colmar - Hiver 44/45" fondée par Gérard Terni et Christian Burgert, a entrepris dès 1988 le projet de création du musée.
Le musée-mémorial a été inauguré le 11 novembre 1993 par Madame Hélène Blanc, Préfet du Département du Haut-Rhin, en présence de nombreuses personnalités régionales, civiles et militaires.
Musée de paix plus que de guerre, il célèbre la mémoire de toutes les victimes civiles et militaires, quel que soit leur camp, au nom d’une seule valeur, celle du mot Liberté.

## Caractéristiques
Le musée est situé au cœur du village médiéval dans une cave voûtée de l'ancien presbytère du XVIIIe siècle ayant servi d'abri à ses habitants durant les combats de la poche de Colmar.
Le Musée disposait de deux salles d’exposition pour une surface d’environ 250 m2. Son agrandissement, prévu par ses deux concepteurs, a été concrétisé et inauguré le 24 février 2001.
En 2018, l’Assemblée Générale annuelle de l'association a fait part d'un projet d’agrandissement en sous-sol, faisant passer la surface de 250 m2 à près de 1 000 m2 de superficie.

### Collections
La plus grosse pièce de la collection a été installée dans la cour du musée : un obusier américain HM2 105 mm américain (nom officiel Howitzer M2A1), récupéré auprès de la Direction générale de l'Armement (DGA).
Le Musée Mémorial présente une collection d’objets militaires (uniforme authentique du Maréchal de Lattre), matériel aéronautique, armes des plus diverses, par vitrines thématiques.
La vie du soldat au combat est évoquée dans des reconstitutions fidèles à la réalité, dans un souci du détail. De nombreuses photos et affiches, ainsi qu’un film d’époque, complètent l’exposition et passent en revue toutes les phases de la bataille ainsi que le sort de la population civile.

### Les expositions permanentes
Le musée présente du matériel d'époque, des vidéos et de la documentation sur le déroulement des combats dans la région.

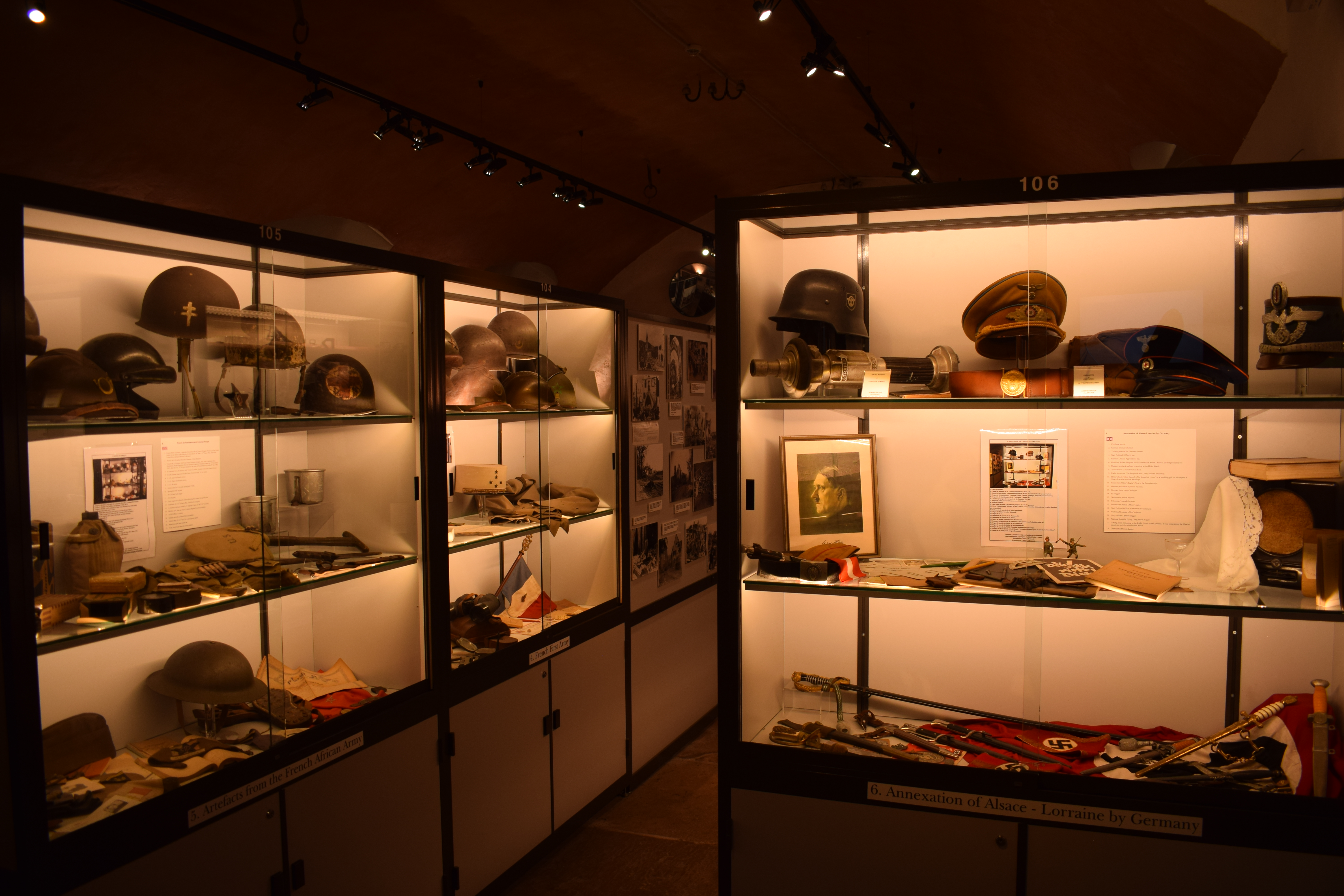
Vitrines avec matériel divers
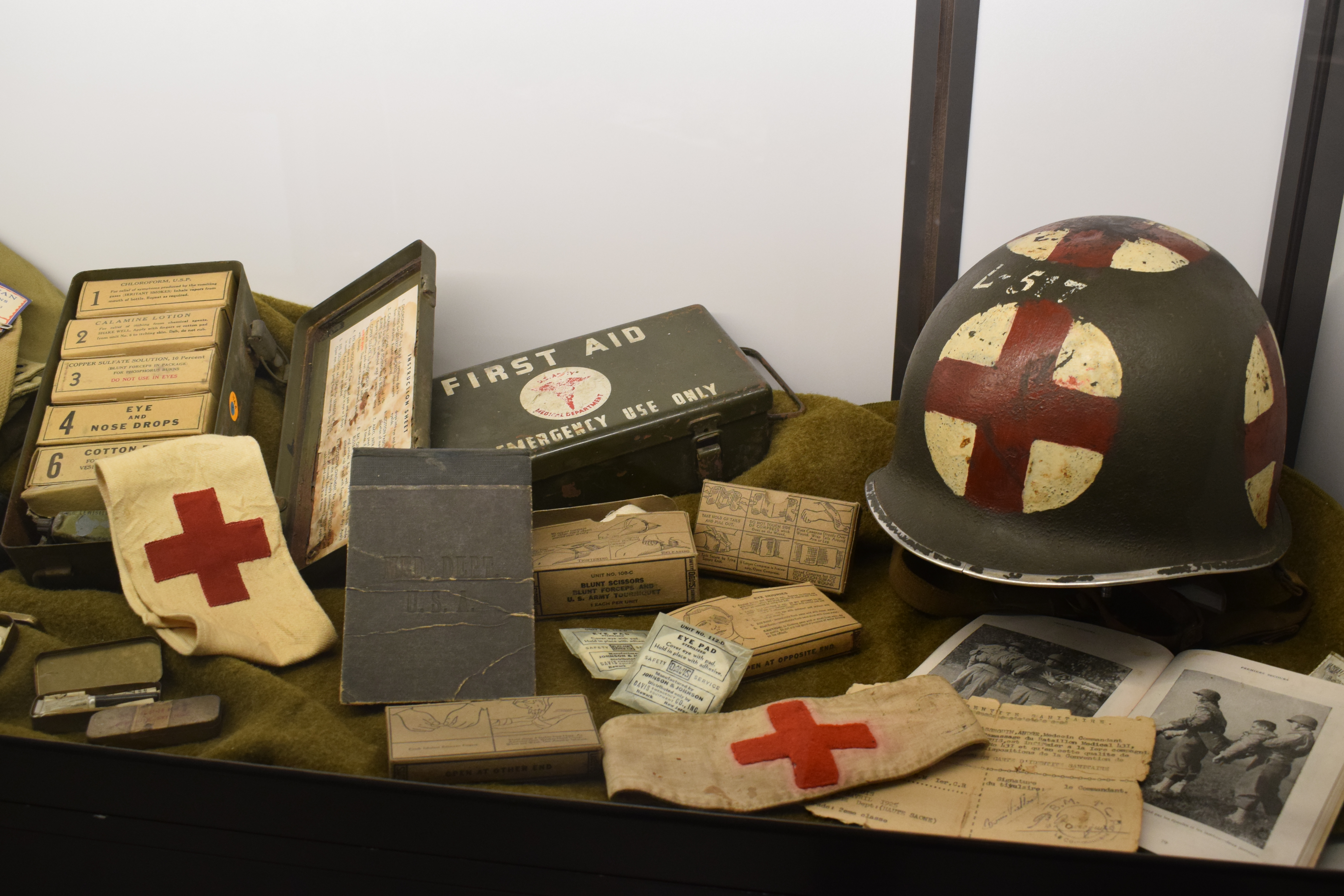
Vitrine avec matériel médical américain
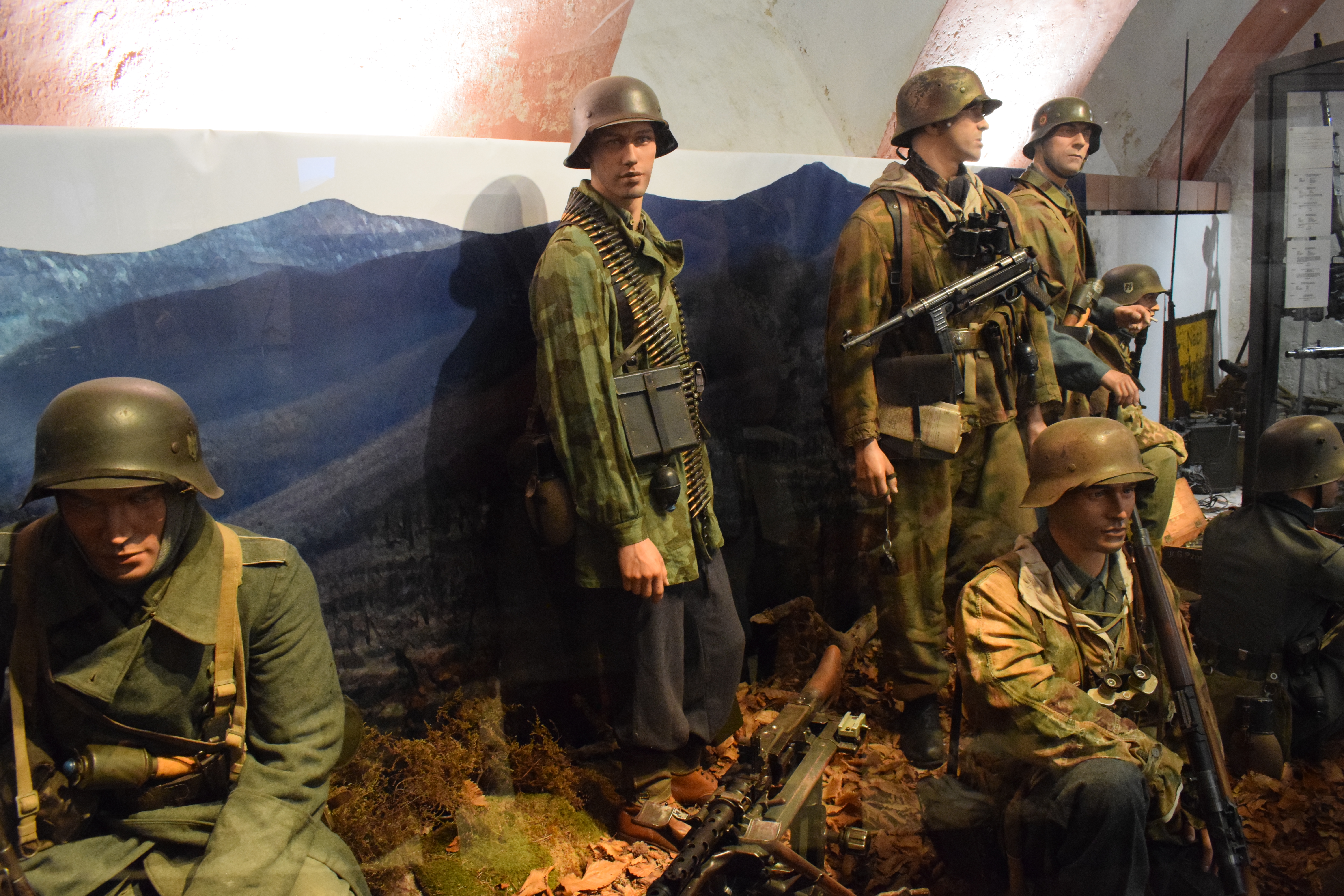
Mannequins de soldats allemands
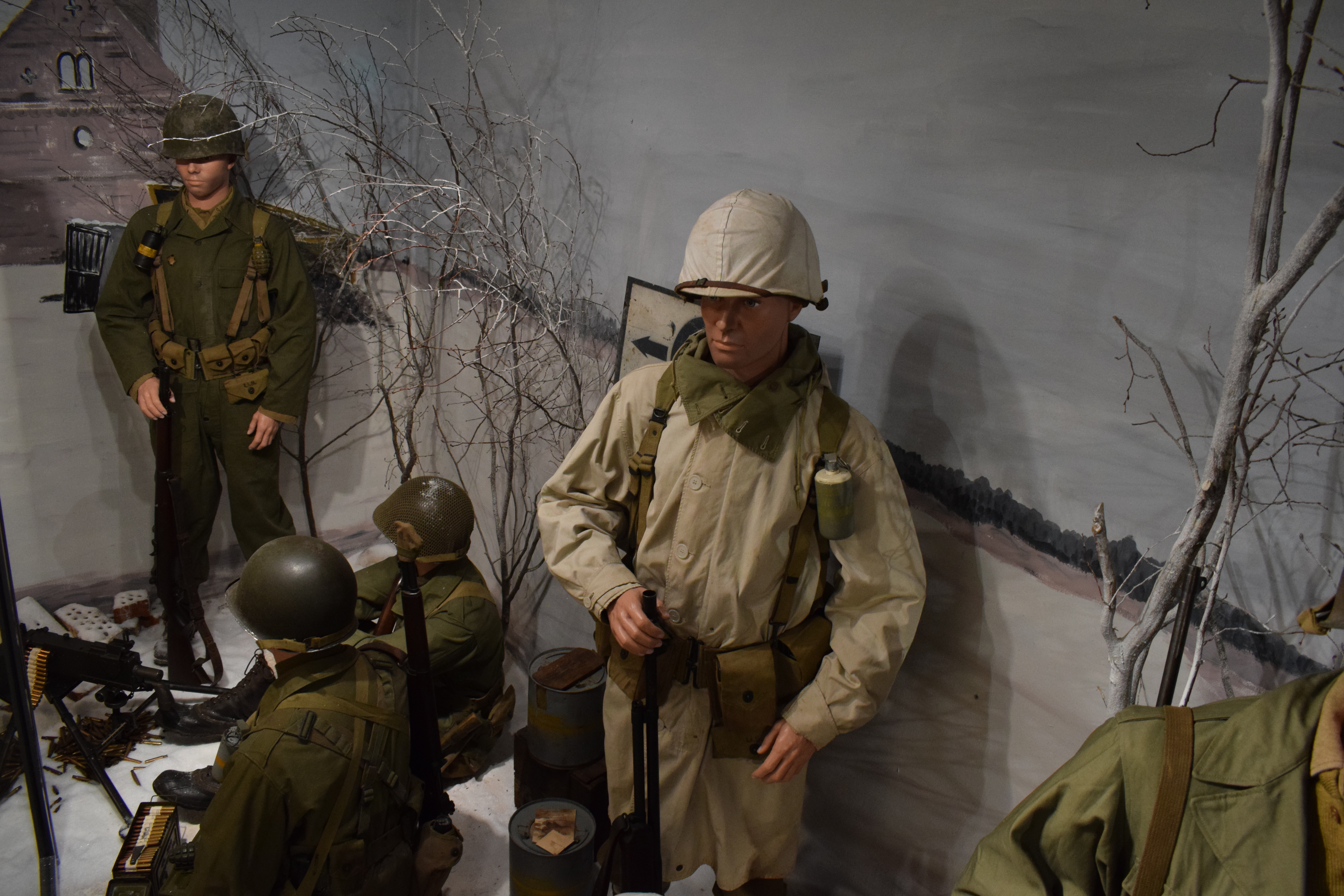
Mannequins de soldats américains

## Fréquentation
Le musée ferme ses portes du 1er janvier au 31 mars.
En 2021, la saison post-Covid s'est terminée avec un peu plus de 5 000 visiteurs, contre 3 200 en 2020. Avant la pandémie, le musée a accueilli 19 300 lors de l’année 2019. Le retour de la clientèle américaine se fait timidement[style à revoir].             .